# Hermann Stötzer
Hermann Stötzer (även Stoetzer), född 1840, död 1911, var en tysk skogsman.
Stötzer blev 1879 professor i skogshushållning vid universitetet i Giessen, men övergick strax därefter till skogsstatstjänst i Meiningen, kallades 1890 till direktor för skogsinstitutet i Eisenach och erhöll 1905 titeln oberlandforstmeister i storhertigdömet Sachsen-Weimar-Eisenach.
Stötzer ägnade sig mest åt skogsmatematiken och var en av de mera kända förkämparna för markränteläran. Bland hans större arbeten märks Waldwertrechnung und forstliche Statik (1894; fjärde upplagan 1908) och Forsteinrichtung (1898; andra upplagan 1908).